# Мюррей, Уильям, 2-й граф Таллибардин
Уильям Мюррей, 2-й граф Таллибардин (англ. William Murray, 2nd Earl of Tullibardine; ок. 1574 — июль 1627) — шотландский дворянин, землевладелец и придворный. Был известен как мастер Мюррей (1604—1606) и лорд Мюррей (1606—1613).

## Биография
Старший сын Джона Мюррея, 1-го графа Таллибардина (ок. 1550—1613), и Кэтрин Драммонд, дочери Дэвида, 2-го лорда Драммонда.
В 1594 году он отправился за границу, чтобы изучать языки, сначала отправившись в Лондон с Джеймсом Драммондом из Иннерпеффрея и Уильямом Драммондом с паспортом, выданным английским послом Робертом Боузом . По словам английского дипломата Джорджа Николсона, он и Джеймс Драммонд из Инчаффрея были сделаны слугами в королевской палате Якова VI в августе 1601 года в Перте.
Он приехал в Лондон в свите короля Шотландии Якова VI Стюарта в 1603 году. Леди Эн Клиффорд писала, что в июле 1603 года, «теперь хозяин Оркнейских островов и лорд Таллибардин были очень влюблены в миссис Кэри и приехали туда [в Норбери, где они были изолированы из-за болезни], чтобы увидеть нас с Джорджем Мюрреем в их компании, который был одной из спален короля».
В 1608 году он вместе со своим шурином Джоном Грантом из Фрючи и мистером Джеймсом Стюартом, комиссаром Данкельда, вступил в заговор, чтобы помочь графу Атоллу бежать из Эдинбургского замка.
В 1613 году после смерти своего отца Уильям Мюррей унаследовал титулы 2-го графа Таллибардина, 2-го лорда Мюррея из Таллибардина, 2-го лорда Мюррея, Гаска и Балкуххидера.
В 1616 году он получил ордер на арест Роберта Крайтона из Клюни. Его люди догнали его в церкви Святого Катберта в Эдинбурге и подрались в церкви.
14 марта 1617 года король Яков написал ему из дворца Уайтхолл с просьбой помочь подготовиться к поездке в Шотландию. Джеймс хотел, чтобы глухари и куропатки отправлялись в Дарем и на другие остановки по пути в Бервик-на-Твиде, как образцы редкой и драгоценной шотландской кухни.
1 апреля 1626 года Уильям Мюррей отказался от титула графа Таллибардина в пользу своего младшего брата Патрика Мюррея (1579—1644).

## Семья
Уильям Мюррей женился 3 октября 1599 года на Сесилии Уэмисс, дочери сэра Джона Уэмисса (1558—1621). Было высказано предположение, что Nocht Orientall Christall Streemes, был адресован Сесилии. Первый брак оказался бездетным.
Его вторая жена Доротея Стюарт, на которой он женился в сентябре 1604 года, была дочерью Джона Стюарта, 5-го графа Атолла (1563—1595). У супругов были следующие дети:
- Леди Мэри Мюррей (? — декабрь 1650), которая вышла замуж за сэра Джона Монкрифа из Монкрифа, 1-го баронета (? — 1651).
- Леди Энн Мюррей (род. ок. 1606), муж с ок. 1630 года Джон Монкриф из Перта
- Джон Мюррей (ок. 1610 — июнь 1642), мастер Таллибардин (1613—1628), 1-й граф Атолл (с 1629 года).